# Jedzący kartofle
Jedzący kartofle (niderl. De aardappeleters) – dwa obrazy Vincenta van Gogha o tym samym tytule, ale różnych wymiarach, namalowane w kwietniu 1885 w Nuenen; pierwszy z nich (nr kat.: F 78, JH 734) jest wstępną, olejną wersją drugiego i znajduje się w Kröller-Müller Museum w Otterlo, drugi (nr kat.: F 82, JH 764) należy do stałej ekspozycji Muzeum van Gogha w Amsterdamie. Istnieje też trzecia wersja, określana jako studium do obrazu głównego, zatytułowana Czterech chłopów jedzących kartofle.
Obraz Jedzący kartofle jest całkowicie własnym, stworzonym w samotności i izolacji dziełem Vincenta van Gogha, najważniejszym w pierwszym okresie jego twórczości, stanowiącym podsumowanie pracy pierwszych pięciu lat. Namalowany grubymi pociągnięciami pędzla i przy użyciu ciemnych, ziemistych barw jest pierwszym arcydziełem artysty.

## Okoliczności powstania
Obraz Jedzący kartofle, namalowany przez Vincenta van Gogha w 1885, był pierwszą próbą stworzenia arcydzieła, które miało ustalić reputację malarza. Zadanie to było praktycznie poza jego zasięgiem, jako że ledwie opanował sztukę malowania. Sportretowanie pięciu postaci i nadanie im naturalnego wyglądu było niemożliwe dla niewprawnej ręki, zaś osiągnięcie efektu światła rzucanego przez lampę naftową czyniło to zamierzenie jeszcze trudniejszym. Zastosowanie koloru było nie mniej ambitne, ponieważ artysta chciał ukazać ponure wnętrze tak jasnym, jak to tylko możliwe.
Van Gogh w ramach przygotowań przed namalowaniem ostatecznego płótna zrealizował liczne studia portretowe i kilka szkiców kompozycji węglem i farbami olejnymi. Obraz Jedzący kartofle miał być podsumowaniem pięciu lat studiów i dowodem talentu ambitnego młodego artysty. Skupiony na tworzeniu dojrzałych postaci, van Gogh liczył się z faktem, że pierwsza próba nie obejdzie się bez potknięć. Jeszcze w 1883, podczas pobytu w Hadze, kiedy opanował zaledwie podstawy malarstwa, miał nadzieję namalować postacie, które świadczyłyby o jego talencie. Obraz Kopiący kartofle, nad którym pracę rozpoczął w sierpniu tego samego roku, był efektem pierwszej próby stworzenia dużej kompozycji. Pragnienie wywarcia wrażenia okazało się jednak większe niż jego artystyczne umiejętności i po wykonaniu pierwszego szkicu van Gogh zarzucił projekt. Również w Nuenen, gdzie osiadł pod koniec 1883, postawił sobie za cel stworzenie dojrzałej kompozycji z kilkoma postaciami. Nie udało mu się zrealizować tego zamierzenia, a jedynymi jego pracami z więcej niż jedną postacią były szkice do dużych malowideł zleconych mu jako dekoracje wnętrza jadalni jego przyjaciela Hermansa. To, że van Gogh ograniczył się do dwóch lub trzech postaci (zamiast pięciu lub sześciu, jak chciał Hermans), wskazuje, jak artysta oceniał swoje ówczesne malarskie umiejętności. Tych planów również nie udało się zrealizować, a całe przedsięwzięcie zatrzymało się na etapie szkiców. Mimo że wciąż nie był pewien swych zdolności, jeśli chodzi o malowanie żywej natury, był na ogół zadowolony ze swoich studiów postaci. Konsultował się z bratem Theo, wpływowym marszandem firmy Goupil & Cie, jednak ten miał zastrzeżenia do jakości ostatniej pracy Vincenta, uważając ją za niedojrzałą i niewartą promowania.
Van Gogh w ciągu 1884 rozwinął swoje umiejętności malarskie. Jego paleta stała się solidniejsza i dokładniejsza, a technika bardziej osobista. Dlatego też trudno mu było zaakceptować obiekcje brata. Bez pomocy Theo miał jednak niewielkie szanse na udany debiut na rynku sztuki. Posłał bratu fotografie swoich ostatnich obrazów z postaciami i napisał kilka listów narzekając, że pomoc finansowa bez moralnego wsparcia jest bezużyteczna, a nawet okrutna.
Na początku marca 1885 Theo nieoczekiwanie zmienił zdanie i zapytał zaskoczonego Vincenta, czy ten nie miałby jakiejś pracy do pokazania w paryskim Salonie. Powodem zmiany stanowiska był fakt, że Theo miał dość ciągłych skarg brata i prawdopodobnie miał nadzieję na uratowanie ich gwałtownie pogarszających się relacji; zaoferował Vincentowi możliwość wykazania się, bez konieczności narażania na szwank swojej reputacji w Goupil & Cie. Vincent był wdzięczny bratu za zachętę, ponieważ chciał rozpocząć prawdziwą karierę artystyczną; czuł jednak, że nie ma nic ciekawego do wysłania. Tym niemniej gest brata przywrócił mu pewność siebie, wkrótce potem odpisał, że szkice portretowe, nad którymi pracował w czasie ostatnich kilku miesięcy, zaowocują ambitną, strukturalną kompozycją. Jako przykład podał kilka opracowanych postaci umieszczonych „na tle światła padającego z okna”.
Choć van Gogh w tym czasie narysował setki rysunków przedstawiających wieśniaków oraz namalował ok. 50 portretów ukazujących ich głowy, miał problem ze znalezieniem chłopów chętnych do pozowania zbiorowego. Spośród mieszkańców Nuenen pozostawał w dobrych relacjach z rodziną de Groot, której członków portretował. Odwiedził ich pewnego wieczora, na przełomie lutego i marca 1885, w momencie gdy rodzina przygotowywała się do spożycia skromnego, wieczornego posiłku. Pomieszczenie, w którym siedzieli, oświetlone było mdłym blaskiem pojedynczej lampy naftowej. Ta właśnie scena, z udziałem Cornelii de Groot, dwóch jej braci i jej dorosłej córki, miała stać się motywem jego późniejszego obrazu, stanowiącego podsumowanie pracy wśród brabanckich chłopów.

## Szkice przygotowawcze

### Jedzący kartofle– pierwsze studium

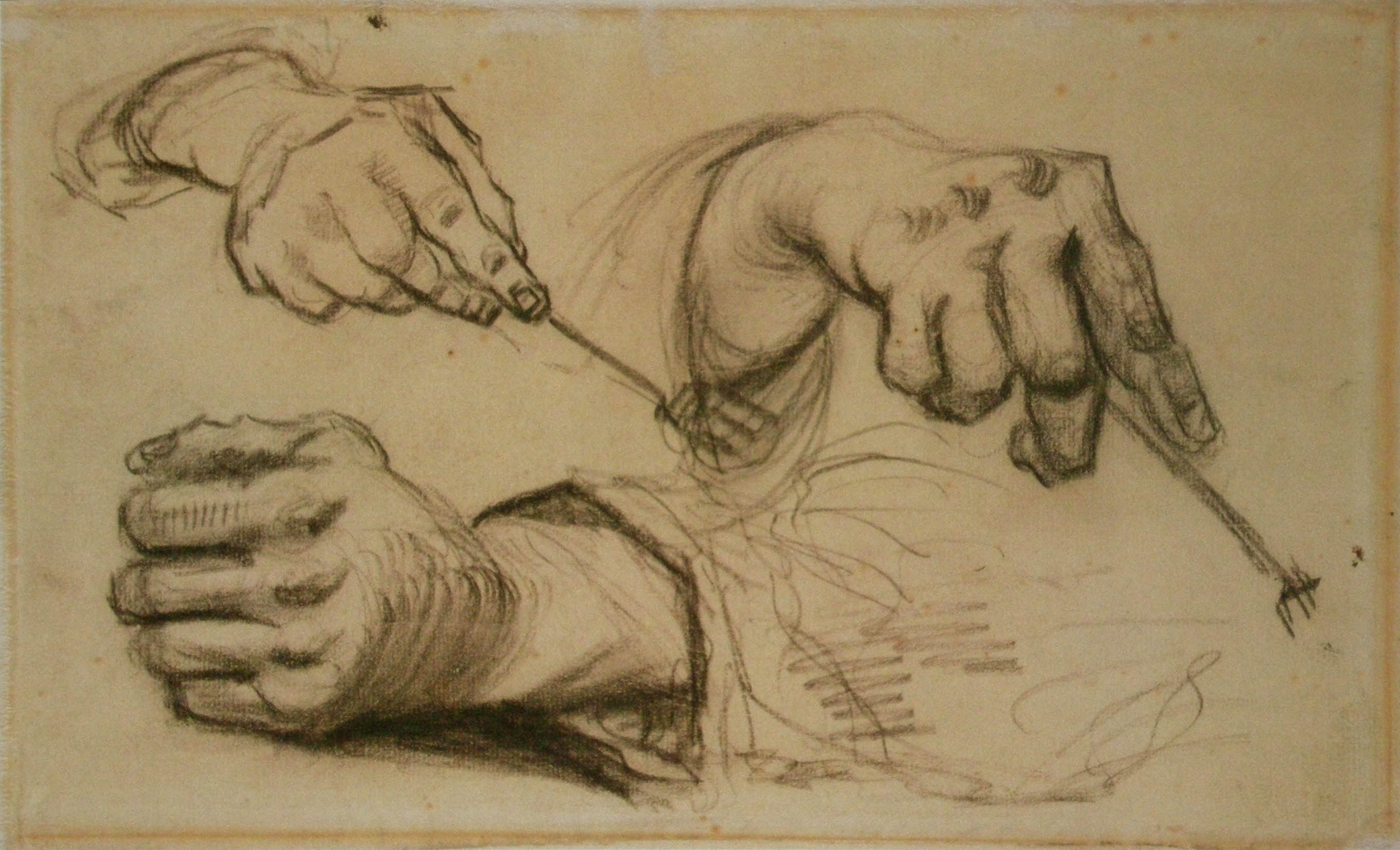
Studium, trzy ręce, dwie trzymające widelce, (nr kat.: F 1161r, JH 746) 21,3 × 34,6 cm, marzec 1885, Muzeum Vincenta van Gogha

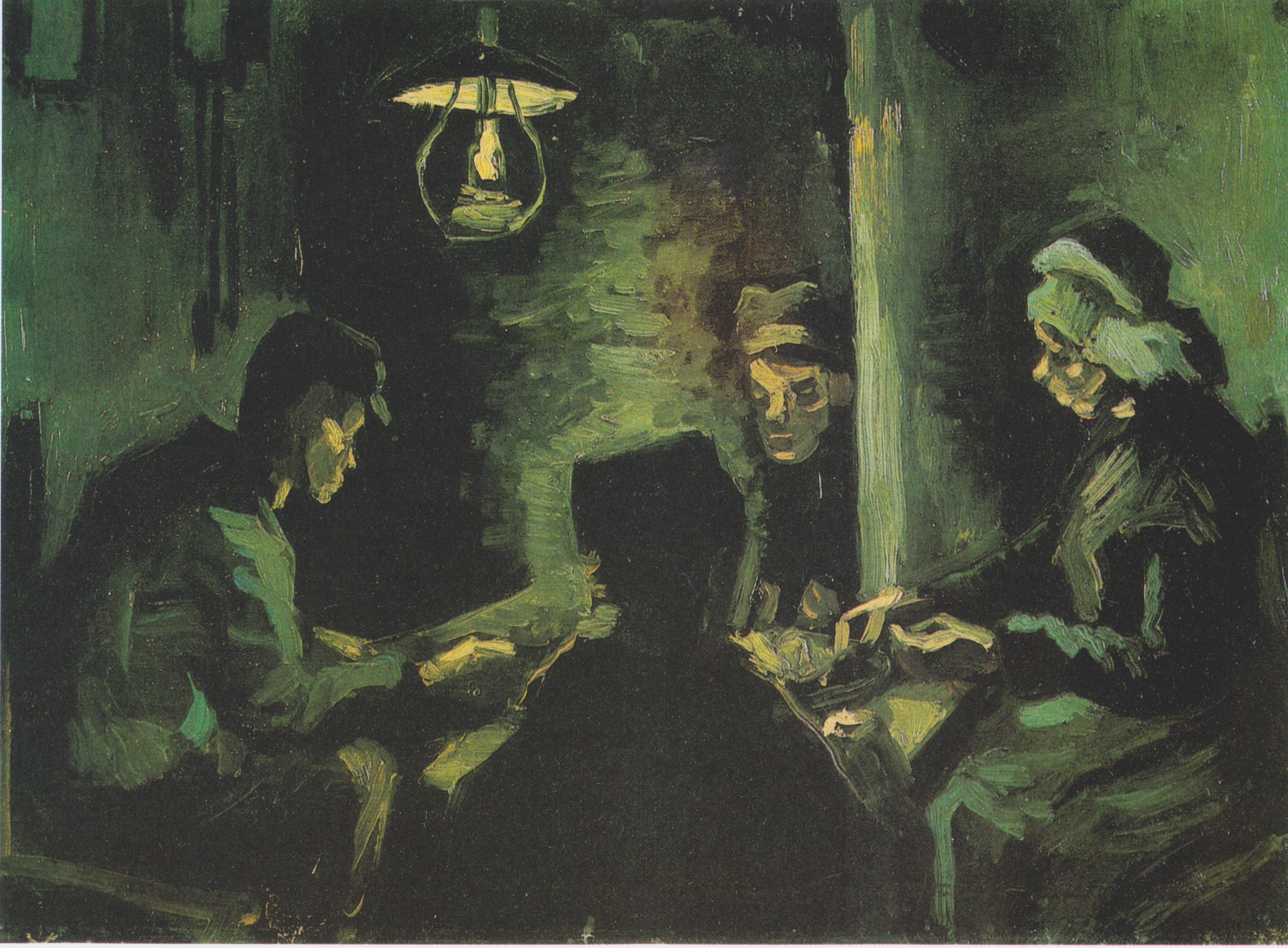
Jedzący kartofle – pierwsze studium (nr kat.: F 77r, JH 686), 33 × 41 cm, luty/marzec lub początek kwietnia 1885, Muzeum Vincenta van Gogha

Vincent wykonał pierwsze szkice do swoich „chłopów wokół talerza ziemniaków” przypuszczalnie tuż po napisaniu listu o postaciach umieszczonych „na tle światła padającego z okna”. Wkrótce po rozpoczęciu projektu wysłał Theo przykładowy, prawdopodobnie niewielki, spontaniczny szkic olejny kompozycji. Chociaż dokładna data wysyłki jest niepewna, artysta ewidentnie pracował nad obrazem przed śmiercią ojca, która miała miejsce 26 marca 1885. Można o tym wywnioskować z korespondencji Vincenta z bratem, według której Theo widział wczesny projekt chłopskiej rodziny jedzącej ziemniaki przed wyjazdem z Paryża na pogrzeb ojca.

### Jedzący kartofle– drugie studium

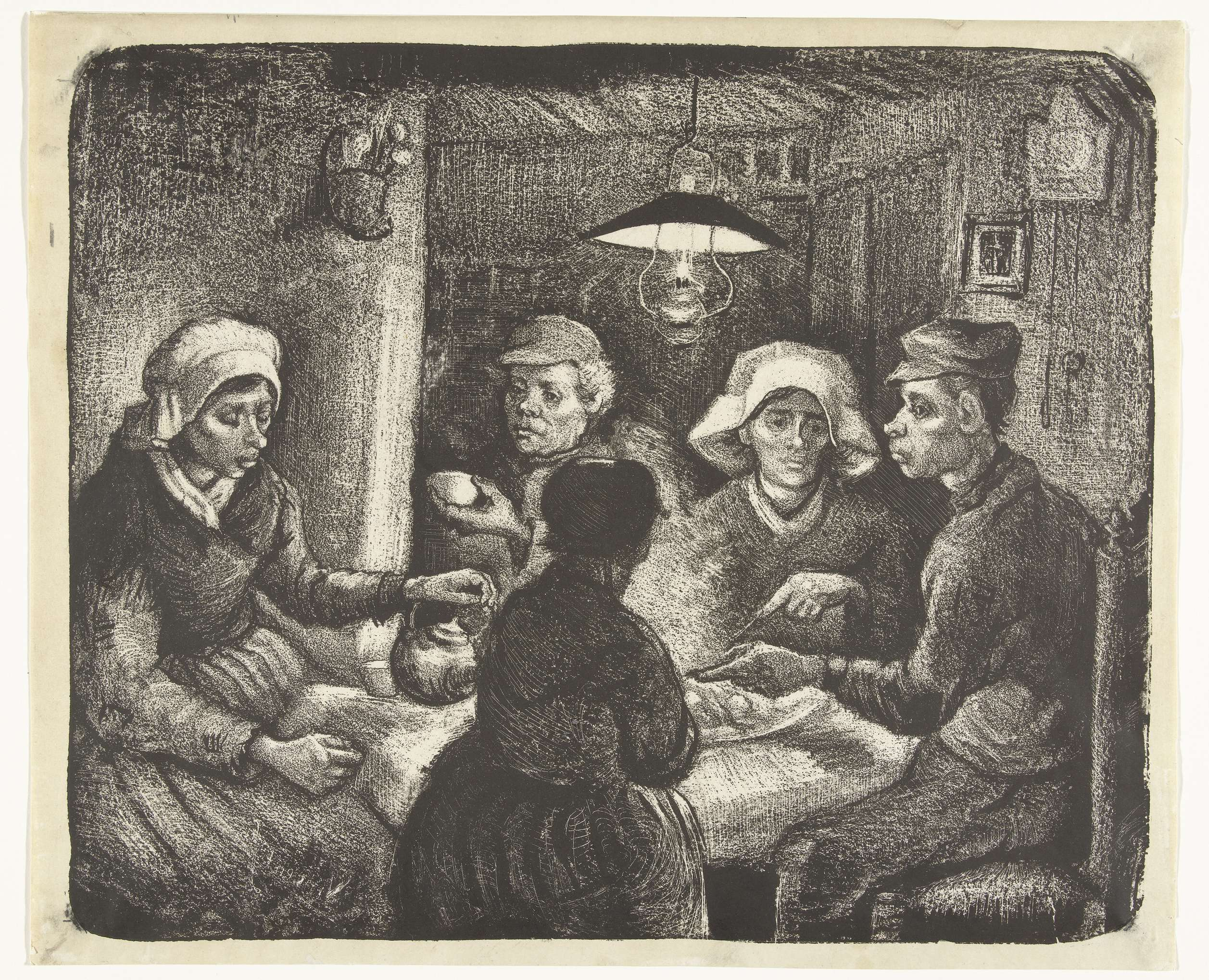
Jedzący kartofle, litografia (obraz odwrócony), 1885

Na początku kwietnia Vincent van Gogh wznowił pracę nad motywem chłopskiego posiłku. W ciągu trzech dni, między 6 a 13 kwietnia, wykonał duże studium (wersja z Kröller-Müller Museum), a szkic tej kompozycji załączył do jednego z listów do Theo. O ile pierwszy, nieskrępowany szkic olejny wierne odwzorował scenę wziętą z realnego życia, to w drugim artysta zmienił założenia kompozycji, dodając piątą postać do pierwotnych czterech. Jednocześnie wprowadził nowy temat, pokazując grupę pijącą kawę, czy raczej napar wykonany z cykorii. Szkic ten, podobnie jak poprzedni, stanowił przede wszystkim studium w chiaroscuro, chociaż farby kładzione były pobieżnie, bez dbałości o szczegóły, a Vincent przyznał w kolejnym liście do brata, że nie był w stanie ukończyć tej pracy tak, jak zamierzał. Ten drugi szkic powstał wewnątrz wiejskiego domu, a Vincent miał poczucie, że udało mu się uchwycić witalność, której poszukiwał w studium z natury. Od czasu nieco sztucznych, akademickich szkiców wykonanych do jadalni Hermansa zrobił postępy, ale miał przy tym świadomość, że prawdziwa próba sił nadal była przed nim. Musiał jeszcze opanować trudne zadanie wykonania w studiu dopracowanego szkicu tak, by nie utracić spontaniczności pierwszego wrażenia. Kiedy tylko ten drugi szkic został ukończony, Vincent wykonał z niego odwróconą litografię. Wysłał pewną liczbę odbitek do Theo (z wyraźnymi instrukcjami przekazania kilku z nich paryskiego marszandowi Portierowi) oraz swemu koledze Anthonowi van Rappardowi. Jakiś czas później wysłał również kilka kopii do Amsterdamu, do marszanda van Wisselingha. Litografia miała najwyraźniej stanowić zapowiedź, że w ślad za nią wkrótce przyjdzie ostateczny obraz.
W dołączonym do litografii liście artysta stwierdził, że praca nad obrazem posuwa się powoli naprzód:

Dostaniesz kilka odbitek litograficznych tą samą pocztą (...) Mam nadzieję, że obraz [przedstawiający] tych jedzących kartofle posunie się troszeczkę do przodu.

## Jedzący kartofle– wersja ostateczna
Ostateczną wersję obrazu van Gogh ukończył między 13 kwietnia a początkiem maja 1885. Użył płótna większego formatu, a dzieło zatytułował Jedzący kartofle. W przeciwieństwie do szkicu nie było ono namalowane jako studium z natury, ale powstało w domu Schafrata, zakrystiana z Nuenen, gdzie van Gogh miał swoją pracownię. Namalowano je zasadniczo z pamięci, utrzymano w tradycji akademickiej. Pod koniec kwietnia van Gogh zabrał Jedzących kartofle do Eindhoven, do swojego znajomego Kerssemakersa. Między 2 a 4 maja przy pomocy cienkiego pędzla naniósł kilka zmian na płótno. Następnie zabrał obraz z powrotem do Nuenen i pracował nad nim, używając tego samego pędzla. Najwyraźniej starał się stworzyć dzieło doskonałe technicznie, bez uszczerbku dla jego spontaniczności. Ponieważ bardzo mu zależało na opinii Theo, zrezygnował z wykonania litografii i 6 maja zapakował ledwo podeschnięte płótno do płaskiej skrzyni i wysłał do brata.

## Opis
Obraz przedstawia pięć osób jedzących kartofle (jak wskazuje tytuł obrazu), siedzących wokół prostego, drewnianego stołu. Na stole znajdują się filiżanki do kawy oraz naczynie z kartoflami. Na niskiej belce stropowej wisi lampa naftowa, będąca jedynym źródłem światła w wieczornym mroku. Wyposażenie ciasnej izby jest skromne: na ścianie z lewej strony znajduje się zegar i mały obrazek przedstawiający Ukrzyżowanie, a na ścianie z prawej strony widoczna jest półka z naczyniami kuchennymi. Młodsza kobieta trzyma przed sobą miskę gorących, parujących kartofli. Stara kobieta naprzeciwko niej nalewa kawę zbożową do kubków. Trzy pokolenia rodziny chłopskiej żyjące pod jednym dachem zgromadziły się, aby spożyć skromny posiłek. Lampa naftowa rzuca słabe, migotliwe światło na scenerię, ukazując ubóstwo i atmosferę milczącej wdzięczności; jednakowe oświetlenie postaci podkreśla ich równość. Na twarzach biesiadników widoczny jest codzienny trud, ale ich oczy wyrażają ufność, harmonię, zadowolenie z życia i miłość, którą widać również w ich gestach. Zgromadzeni ludzie jednocześnie nie zwracają na siebie uwagi, ponieważ artysta nigdy nie widział ich razem – ich usadowienie jest w pewnym stopniu wynikiem jego niedostatecznej umiejętności w przeniesieniu poszczególnych szkiców studialnych na kompozycję grupową. Van Gogh umieścił pięć postaci tak, jakby komponował martwą naturę. Obraz cechuje wizualna symetria: młoda para z ziemniakami z lewej strony wobec starszej pary z kawą po prawej; siedzące pośrodku dziecko, ukazane od tyłu tworzy rodzaj osi wyznaczającej te połowy.
Pierwsza próba namalowania grupy jedzącej kartofle była od strony kompozycyjnej bardziej interesująca – są w niej obecne tylko cztery postacie zgromadzone wokół stołu, a wrażenie ich naturalnego usadowienia zostało osiągnięte poprzez nieregularność pozycji i nierównomierne oświetlenie postaci przez lampę. Choć obraz ten jest tylko wstępnym studium, cechuje go bezpretensjonalną spontaniczność, której brakuje ostatecznej wersji. Druga próba wskazuje, że van Gogh miał trudności z zachowaniem spokojnego nastroju pierwszej wersji, a ukazana od tyłu postać dziecka jest w drugiej próbie mniej istotna, niż w ostatecznej wersji obrazu – stanowi jedynie figurę geometryczną w porównaniu z innymi czterema postaciami scenerii. Z wersji ostatecznej, namalowanej z dbałością o szczegóły, zostały usunięte wszelkie ślady spontanicznej relacji. Jeden szczegół wskazuje na sposób, w jaki van Gogh zmienił swoje podejście: w wersji drugiej obrazu stara kobieta trzyma dzbanek, z którego nalewa kawę z boku, jest on więc widoczny płasko na płótnie, natomiast w wersji ostatecznej trzyma ona dzbanek tak, że jest on zwrócony w stronę widza, co pomaga stworzyć iluzję głębi przestrzennej obrazu
Zwyczajna scena kolacji została zmieniona w tajemnicze, pełne skupienia i napięcia misterium dzięki specjalnie dobranemu, szorstkiemu płótnu oraz surowej prostocie zastosowanych przez artystę „brudnych” barw: ciemnych brązów, oliwkowej zieleni i czerni, przywołując nastrój zbliżony do nastroju niektórych obrazów Rembrandta. Ręce wieśniaków zostały namalowane z patetyczną prostotą – mają ten sam kolor i konsystencję, co wykopane nimi kartofle. Twarz chłopki z prawej strony została impresyjnie przedstawiona za pomocą oszczędnych półtonów. Jasne tło, namalowane delikatnymi pociągnięciami pędzla, wydobywa kontur postaci z cienia. Bezkompromisowe, surowe sportretowanie wieśniaków przez van Gogha wskazuje na chęć stworzenia prawdziwie wiejskiego obrazu. Artysta odczuwał głęboką solidarność z biednymi ludźmi ze wsi, których życie, podobnie jak jego własne, było przepełnione cierpieniem. Stół, przy którym siedzą jedzący kartofle stał się stołem ołtarzowym, a jedzenie – sakramentem rozdzielanym przez wieśniaków.
Światło zostało potraktowane nierealistycznie: jego źródłem wydaje się być zawieszona nad stołem lampa, ale emanuje ono ze wszystkich przedmiotów, a zwłaszcza z twarzy ludzi siedzących przy stole. Ich zdeformowane w karykaturalny sposób kształty są poważne, pełne godności i na swój sposób piękne w swym skupieniu. W obrazie zaciera się granica pomiędzy potocznymi wyobrażeniami o tym co piękne a co brzydkie – ważna jest moc działania i głębia przeżycia treści.
Sam van Gogh opisując swój obraz stwierdził:

Starałem się jak najsumienniej stworzyć obraz ludzi, którzy w świetle lampy jedzą ziemniaki, sięgając rękami do miski, ludzi, którzy tymi samymi rękami orali ziemię; chciałem, ażeby obraz ten był apoteozą pracy rąk ludzkich i codziennej strawy tak uczciwie przez nich zdobytej.

Idea, o której wspomniał, powstała być może pod wpływem fragmentu dzieła Les caractères de Théophraste Jean de La Bruyère’a z 1688, opisującego różne ludzkie zachowania. Van Gogh nie czytał oryginału, ale znał ten fragment z La vie et l’oeuvre de J.F. Millet Alfreda Sensiera. Sensier zacytował go w związku obrazem Człowiek z motyką Milleta, który uważał za ilustrację do pewnego fragmentu z La Bruyère’a, gdzie ten porównał ludzi mieszkających na wsi do dzikich zwierząt uprawiających ziemię, żyjących o chlebie i wodzie i ujawniających swe ludzkie oblicza dopiero po podniesieniu się z ziemi i stanięciu na nogach. W przeciwieństwie do Człowieka z motyką Milleta, Jedzący kartofle van Gogha stanowiły próbę tchnięcia życia w nieokrzesane, chłopskie fizjonomie ukazane w scenerii ich własnych domostw. Brak szlachetności chłopów oraz ich dziki charakter, były kluczowe dla zrozumienia obrazu, który van Gogh określił jako „prawdziwy wiejski obraz”.

Studium twarzy wieśniaków z Nuenen
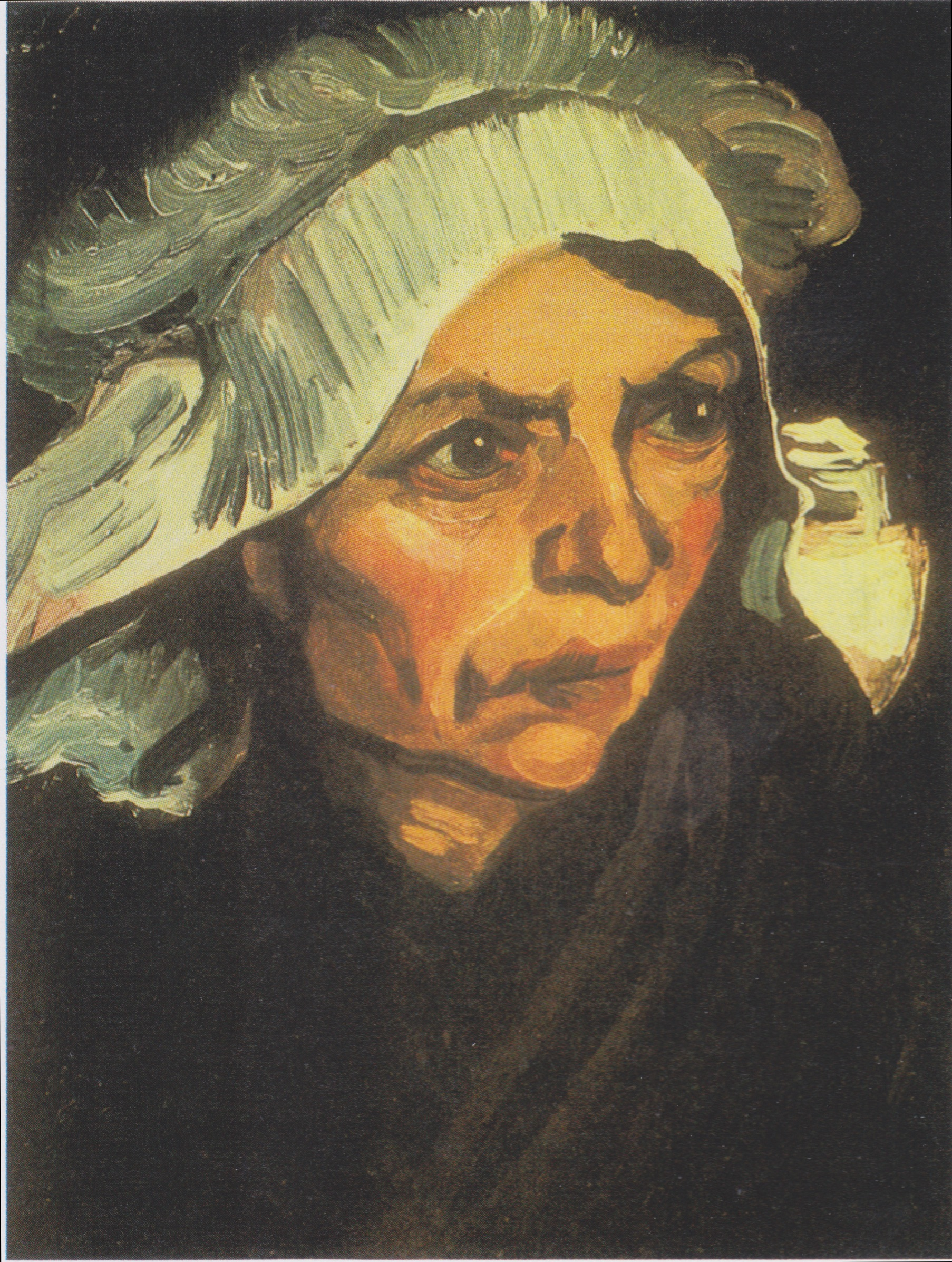
Głowa wieśniaczki w białym czepcu, 1885, nr kat.: F 80, Fundacja E.G. Bührlego
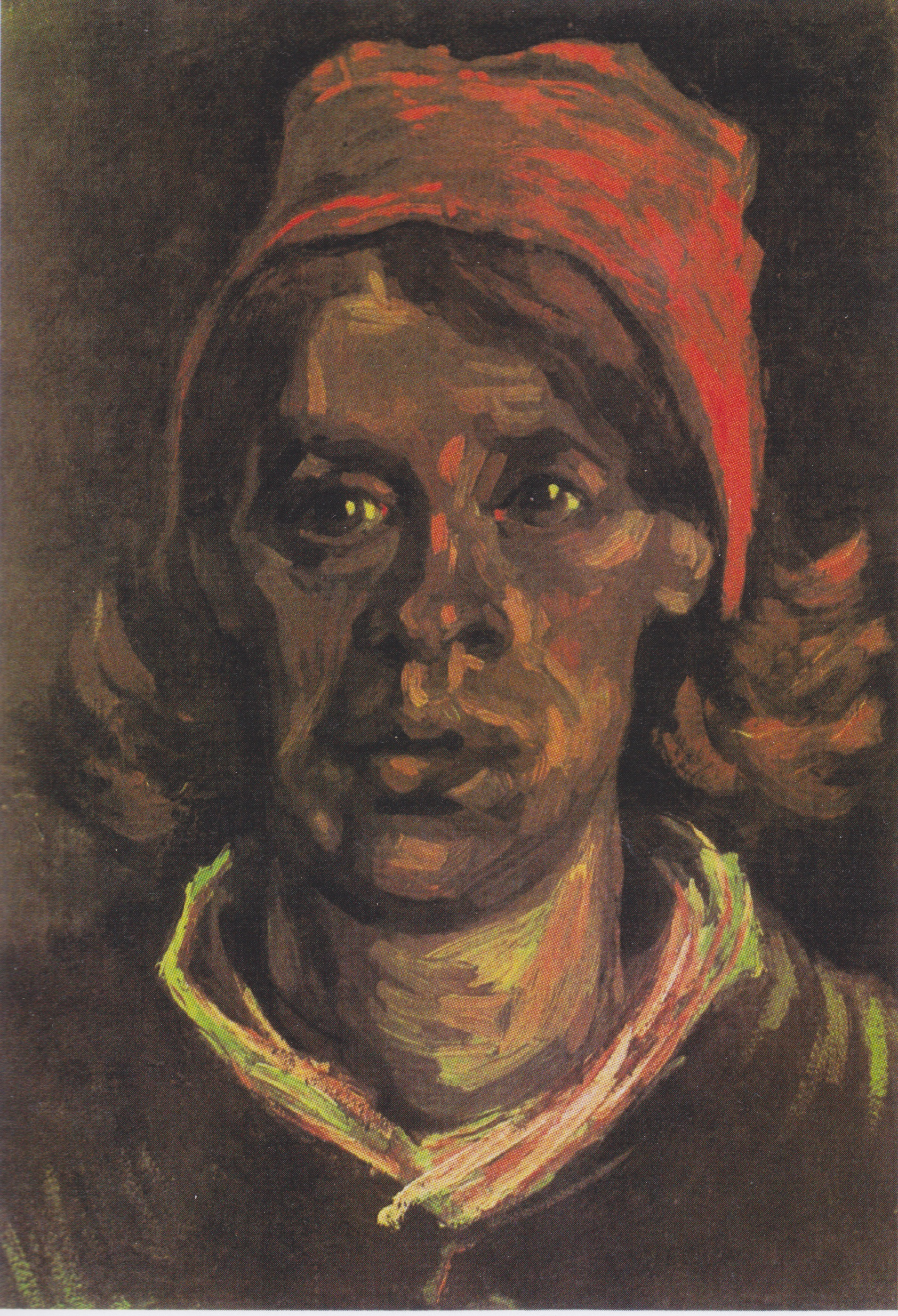
Głowa wieśniaczki w czerwonym czepcu, 1885, nr kat.: F 160, Muzeum Vincenta van Gogha
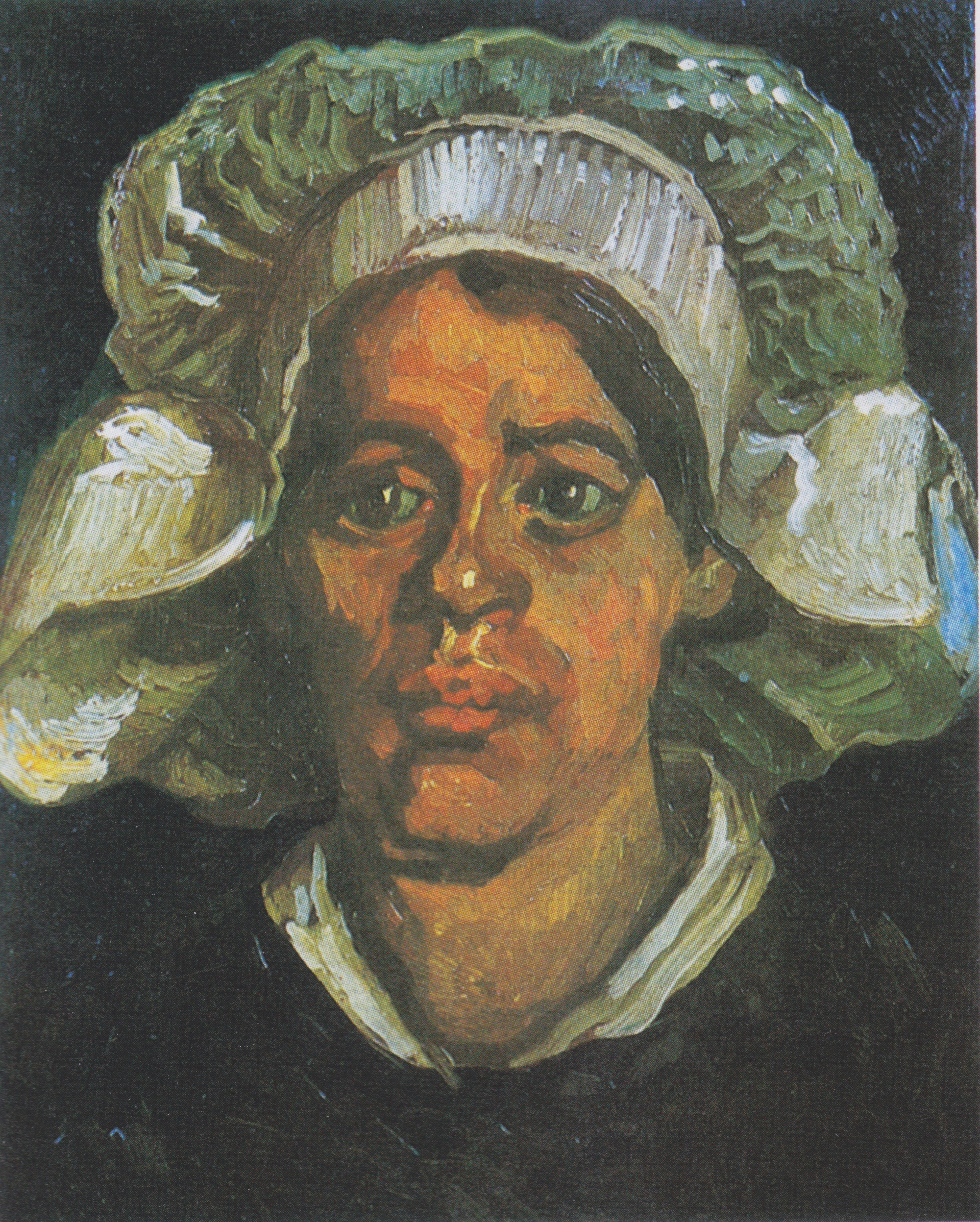
Głowa wieśniaczki w białym czepcu, 1885, nr kat.: F 85, Kröller-Müller Museum
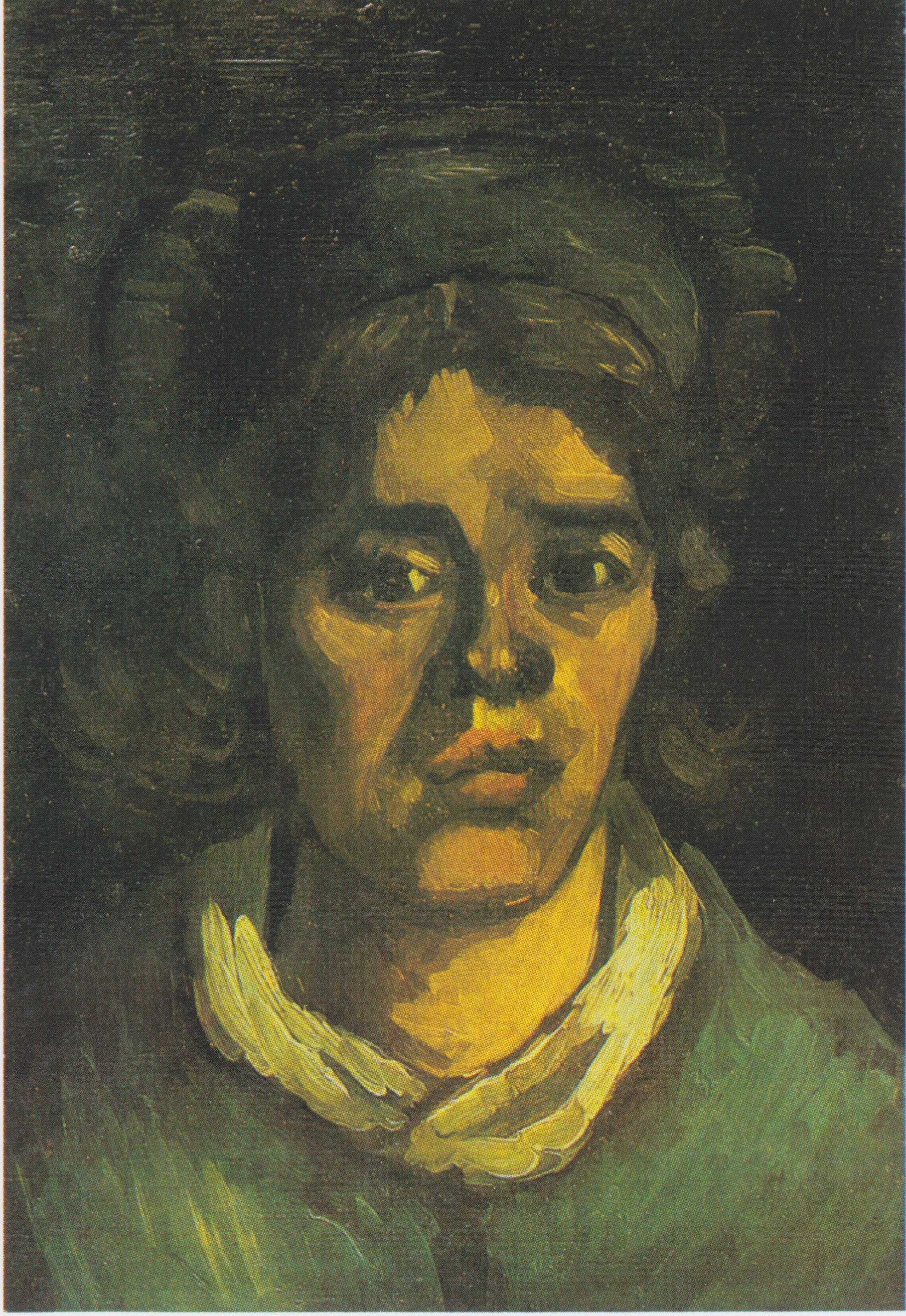
Głowa wieśniaczki w czarnym czepcu, 1885, nr kat.: F 69, Muzeum Vincenta van Gogha
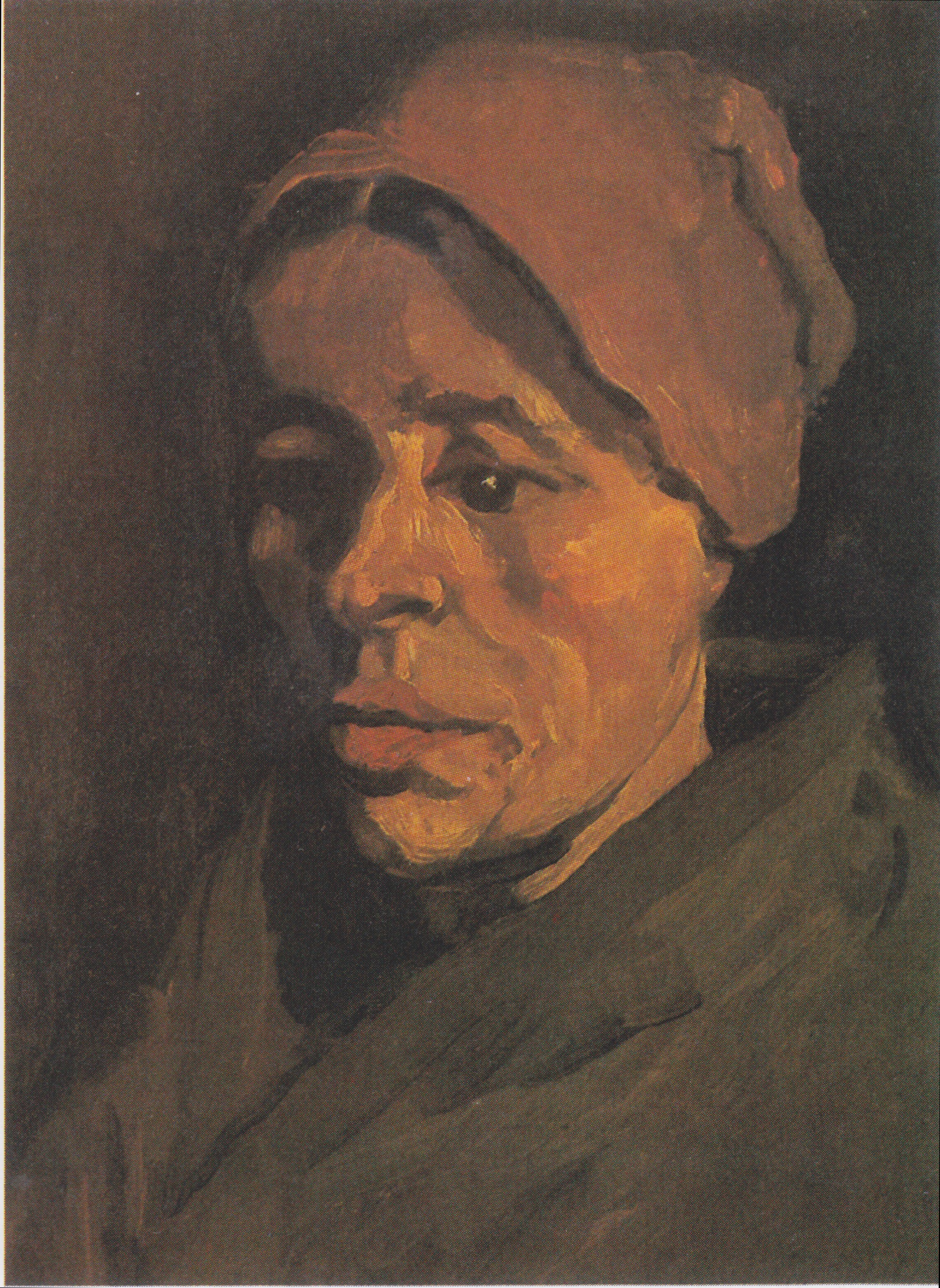
Głowa wieśniaczki w brązowym czepcu, 1885, nr kat.: F 154, Kröller-Müller Museum
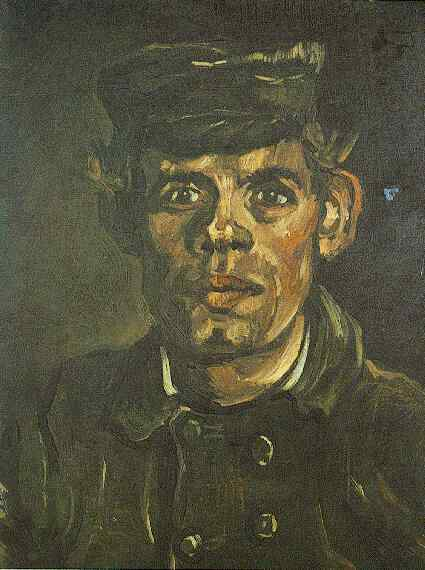
Głowa młodego wieśniaka w czapce z daszkiem, 1885, nr kat.: F 163, Królewskie Muzea Sztuk Pięknych
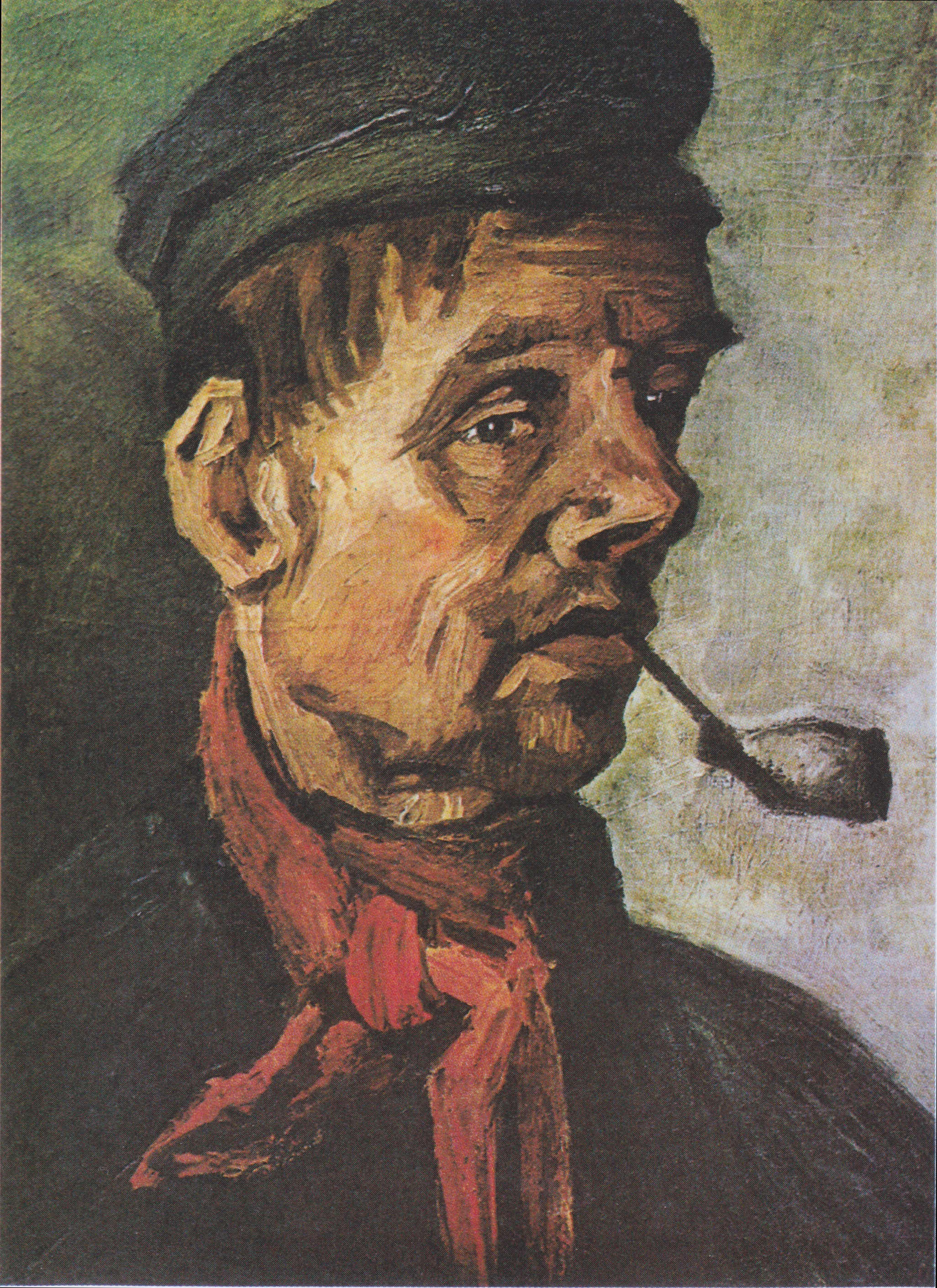
Głowa wieśniaka z fajką, 1885, nr kat.: F 169, Kröller-Müller Museum

Planując namalowanie obrazu van Gogh poszukiwał jako modeli ludzi o surowych, płaskich twarzach, niskich czołach i grubych wargach, podobnych do wieśniaków z obrazów Milleta. Pisał o tym kilkakrotnie w listach do brata. Chciał przedstawić brabanckich chłopów jako prostackich, brutalnych, ordynarnych i brzydkich. W poszukiwaniach kierował się stereotypami, z którymi zapoznał się studiując fizjonomiczne teorie Galla i Lavatera, według których wygląd twarzy i jej cechy decydują o określonym charakterze człowieka, jego wrażliwości i inteligencji. Te cechy – grube wargi, wystające kości policzkowe i niskie, płaskie czoła – widać we wszystkich portretach chłopów namalowanych przez van Gogha, w tym również w postaciach z obrazu Jedzący kartofle. Ich usta i kości policzkowe ukazane zostały w sposób przesadzony. Kobieta po prawej stronie obrazu i mężczyzna po lewej stronie o płaskim czole i sterczących uszach, są tu czymś więcej niż tylko groteskowymi karykaturami. Inne charakterystyczne cechy to szeroko otwarte oczy dwóch postaci z lewej strony, przypominające oczy zwierząt. To akcentowanie przez van Gogha dzikiej natury postaci z Jedzących kartofle nie miało na celu przedstawianie ludzi ze wsi w negatywnym świetle; artysta postrzegał ich jako typowych ludzi z prowincji, a jego obraz stanowił próbę ukazania chłopów w ich najczystszym i najbardziej pierwotnym stanie, jako reprezentantów dawnych, tradycyjnych wiejskich wartości. Podobnie jak zwierzęta, żyli oni w harmonii z nieskażonym środowiskiem naturalnym, co van Gogh podziwiał.

## Krytyka
Projekt, z którym Vincent van Gogh wiązał swoje nadzieje, cieszył się mniejszym powodzeniem, niż się spodziewał. Obraz nie został wystawiony ani w Salonie, ani u wpływowego marszanda Durand-Ruela, czego Vincent stanowczo domagał się od Theo. Jedyne osoby, o których wiadomo, że widziały ten obraz, to sąsiad Theo, marszand obrazów impresjonistycznych Alphonse Portier, oraz przyjaciel Vincenta, Charles Serret. Sam Theo nie miał dobrej opinii o obrazie brata, co wynika z ówczesnej korespondencji z Vincentem. Według listu napisanego później przez Theo do matki, Serret określał prace Vincenta jako niedojrzałe, ale obiecujące. Podobne opinie innych malarzy Theo zawarł w innym liście podkreślając, że piękno dzieła wynikało z prawdziwości ukazanych postaci. Takie uwagi wzmacniały wiarę Vincenta w artystyczne i finansowe widoki na przyszłość.
Jego optymizm zgasiła ostra krytyka ze strony jego przyjaciela, van Rapparda, który stwierdził w swoim liście, że praca Vincenta jest niepoważna, a wszystko w niej zostało przedstawione powierzchownie; postacie wyglądały, jakby pozowały, a powoływanie się Vincenta na Milleta i Bretona było jego zdaniem nieuzasadnione. Nadrzędnym celem van Gogha było wyrażenie ludzkiego ducha. Zgodnie z takim sposobem myślenia, wartość artystyczna płótna nie leżała w jego jakości technicznej, ale w szczerości i żarliwości jego zaangażowania w sprawę. Z tego powodu był oburzony krytyką van Rapparda uważając, że przyjaciel nie potrafił zrozumieć przesłania dzieła.
Komentarze van Rapparda ilustrowały zasadnicze różnice pomiędzy jego raczej konwencjonalnym pojmowaniem sztuki a nieposkromionymi ambicjami Vincenta van Gogha, których van Rappard nie rozumiał. Van Gogh odesłał list do przyjaciela opatrzony jedynie krótkim komentarzem. I choć van Rappard próbował później załagodzić spor i dojść do zgody z van Goghiem korespondując z nim przez jakiś czas, to jego krytyka Jedzących kartofle oznaczała koniec ich przyjaźni
Na zarzuty „nieudolności” i „błędów” dotyczących obrazu van Gogh odpowiadał:

Wierzę, że jeśli stworzę jakieś prace, to nawet ze swymi błędami będą one miały w sobie jakieś własne życie, własną rację bytu, która każe zapomnieć o ich wadach, szczególnie ludziom ceniącym charakter, tym, co rozumieją, iż się rzeczy przepuszcza poprzez uczucie i świadomość.

W liście do siostry Willeminy, napisanym dwa lata później w Paryżu van Gogh wciąż uważał Jedzących kartofle za swój najlepszy obraz:

Kiedy myślę o mojej własnej pracy, to przede wszystkim obraz wieśniaków jedzących kartofle, który namalowałem w Nuenen, jest najlepszym, jaki namalowałem.

Dla van Gogha był to jedyny z jego obrazów, który uważał za wart publicznego pokazywania, jedyny, który mógł zająć miejsce w tradycji Milleta i Bretona i jedyny (w jego mniemaniu), który przekazywał te wartości, które jego zdaniem powinna przekazywać prawdziwa sztuka; dlatego nalegał, aby Theo go pokazywał. Jeśli Vincent nie zrobiłby kariery jako artysta, pozostałby malarzem tego jedynego obrazu, dzieła w które włożył całą swoją ambicję. Żyjąc na wsi jako przyjaciel ludu i zagorzały chłop, wystawił swoją artystyczną autentyczność na próbę, uzależniając ją od odbioru obrazu; jako człowiek utożsamił się z artystą.

## Wpływ szkoły haskiej na twórczość van Gogha
W powszechnej świadomości van Gogh jest często kojarzony z ruchem impresjonistów, jednak w rzeczywistości jego artystyczne korzenie bliższe są założeniom przedstawicieli szkoły haskiej, reprezentowanej przez takich artystów jak Anton Mauve czy Jozef Israëls.
W liście do brata, napisanym w połowie czerwca 1884 z Nuenen van Gogh zauważył:

Kiedy słyszę, jak mówisz o wielu nowych nazwiskach, nie zawsze mogę to zrozumieć, bo ja absolutnie nic w nich nie widziałem. A z tego, co mówiłeś o „impresjonizmie”, zrozumiałem, że jest to coś innego, niż myślałem, że jest, ale nadal nie jest dla mnie całkiem jasne, co można przez to rozumieć. Co do mnie, to znajduję na przykład tak strasznie dużo u Israëlsa, że nie jestem szczególnie ciekawy ani też nie pragnę czegoś innego czy nowszego.

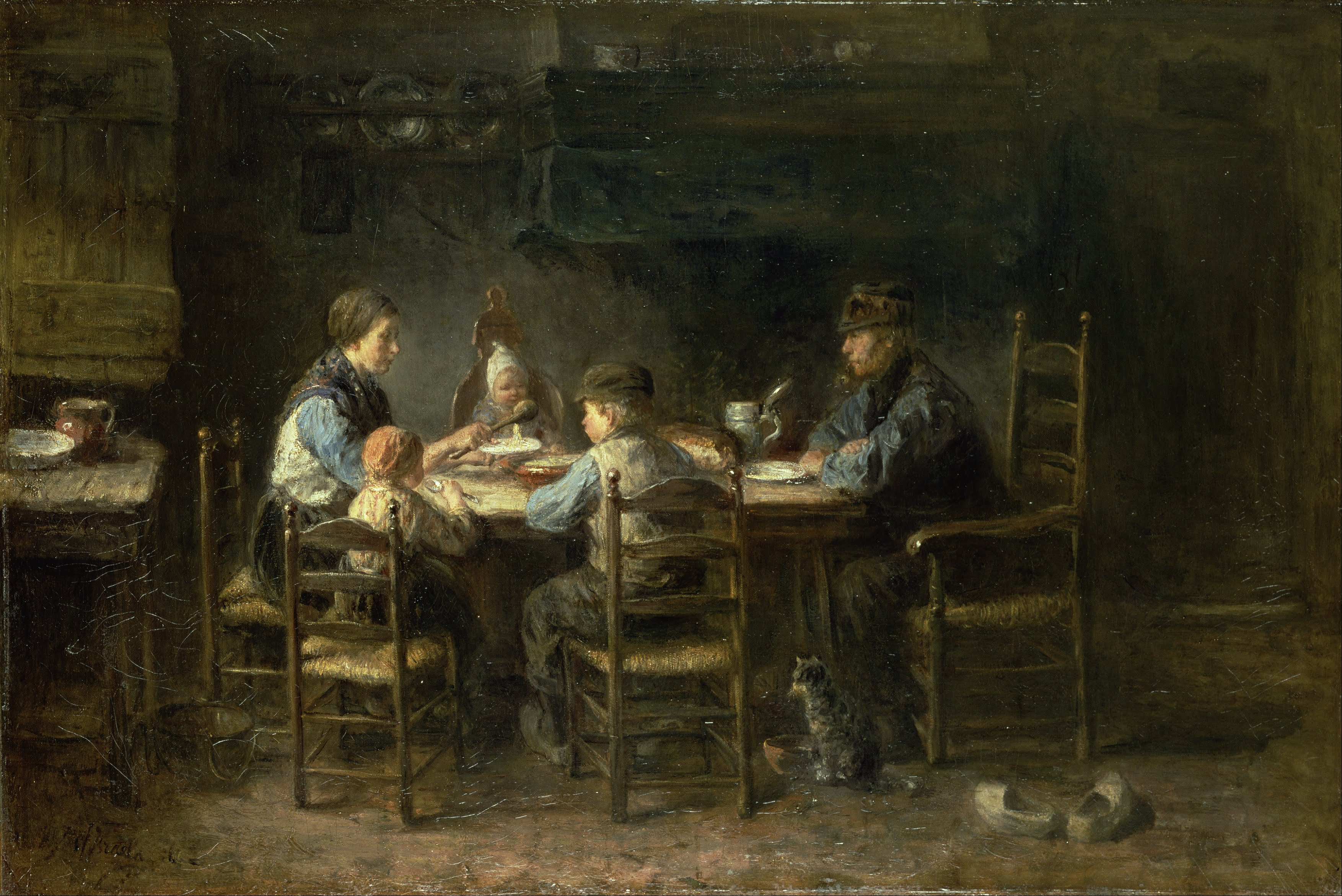
Jozef Israëls, Wiejska rodzina przy stole, 1882, Muzeum Vincenta van Gogha

Zanim van Gogh namalował Jedzących kartofle, Israëls podjął już ten sam temat w swoim obrazie Wiejska rodzina przy stole; sądząc z listu napisanego do brata 11 marca 1882 van Gogh widział ten obraz (lub przynajmniej jakąś jego wersję):

To ten sławny Israëls, właściwie nie mogę patrzeć na nic innego, tak mnie to poruszyło. Był tam też jeszcze inny [obraz] Israëlsa, mniejszy, z 5 czy 6 postaciami, robotnicza rodzina, która siedzi przy stole.

i zainspirował się nim, malując własne dzieło. Kompozycyjnie oba obrazy są podobne: w obu w centrum umieszczona jest postać obrócona plecami do widza.
Z drugiej strony obraz van Gogha jest bardzo odległy od holenderskiej tradycji malarskiej, która opierała się na realistycznym detalu i dokładnym portretowaniu. Van Gogh uważał, iż obraz powinien być bardziej skupiony na uchwyceniu nastroju i wyrażeniu emocji, niż na przedstawieniu go przy użyciu powierzchownego, precyzyjnego detalu.

## Historia obrazu
Obraz w latach 1890–1891 należał do Theo van Gogha, a po jego śmierci do wdowy po nim, Johanny (1891–1925). Po jej śmierci obraz był w posiadaniu jej syna, Vincenta Willema. W 1962 trafił do fundacji im. artysty, Van Gogh Foundation. W latach 1962–1973 był wypożyczony do Stedelijk Museum, a od 1973 znajduje się Muzeum Vincenta van Gogha na zasadzie stałego wypożyczenia z Van Gogh Foundation.

### Kradzież
Obie wersje Jedzących kartofle padły ofiarą kradzieży. Najpierw, w grudniu 1988, została z Kröller-Müller Museum skradziona (razem z 2 innymi obrazami van Gogha: Tkacz we wnętrzu i Cztery ścięte słoneczniki) pierwsza wersja obrazu (F 78). Złodzieje mieli nadzieję na uzyskanie okupu w wysokości 2,5 miliona dolarów za obrazy, których wartość rynkową szacowano wówczas na 100–125 milionów dolarów. Tkacz we wnętrzu został odnaleziony 6 kwietnia 1989 w samochodzie zaparkowanym w pobliżu domu dyrektora muzeum (okupu nie zapłacono). Dwa pozostałe obrazy zostały odnalezione w stanie lekko uszkodzonym w lipcu 1989.
15 kwietnia 1991 uzbrojeni złodzieje skradli z Muzeum Vincenta van Gogha 20 obrazów, w tym ostateczną wersję Jedzących kartofle i jedno z ostatnich dzieł artysty, Pole pszenicy z krukami. Wszystkie obrazy udało się odzyskać, ponieważ złodzieje z niewiadomych powodów po 35 minutach od momentu kradzieży porzucili swój łup razem z samochodem w pobliżu dworca kolejowego.